# Rico Lewis
Rico Henry Mark Lewis (Manchester, 2004. november 21. –) angol korosztályos válogatott labdarúgó, hátvéd. A Premier League-ben szereplő Manchester City játékosa.

## Pályafutása

### Manchester City
Lewis nyolc évesen csatlakozott a Manchester Cityhez, és a 2021–2022-es szezonban a 18 éven aluliak csapatkapitánya volt. A Manchester City 2022–2023-as szezonbeli első meccsén először került a City kispadjára, és egy héttel később, 2022. augusztus 13-án debütált a Premier League-ben, az AFC Bournemouth ellen, a 82. percben Kyle Walker-t váltva.

## Sikerei, díjai

### Klub
- Manchester City
  - Angol bajnok: 2022–2023, 2023–2024
  - Angol kupagyőztes: 2022–2023
  - Angol szuperkupa: 2024
  - UEFA-bajnokok ligája győztes: 2022–2023
  - UEFA-szuperkupa: 2023
  - FIFA-klubvilágbajnokság: 2023

## Statisztika
2024. augusztus 18-i állapot szerint
| Klub             | Szezon           | Bajnokság        | Bajnokság | Bajnokság | Kupa  | Kupa  | Ligakupa | Ligakupa | Nemzetközi | Nemzetközi | Egyéb | Egyéb | Összes | Összes |
| Klub             | Szezon           | Liga             | Mérk.     | Gólok     | Mérk. | Gólok | Mérk.    | Gólok    | Mérk.      | Gólok      | Mérk. | Gólok | Mérk.  | Gólok  |
| ---------------- | ---------------- | ---------------- | --------- | --------- | ----- | ----- | -------- | -------- | ---------- | ---------- | ----- | ----- | ------ | ------ |
| Manchester City  | 2022/23          | Premier League   | 14        | 0         | 5     | 0     | 2        | 0        | 2          | 1          | —     | —     | 23     | 1      |
| Manchester City  | 2023/24          | Premier League   | 16        | 2         | 2     | 0     | 1        | 0        | 7          | 0          | 1     | 0     | 27     | 2      |
| Manchester City  | 2024/25          | Premier League   | 1         | 0         | 0     | 0     | 0        | 0        | 0          | 0          | 1     | 0     | 2      | 0      |
| Manchester City  | Összesen         | Összesen         | 31        | 2         | 7     | 0     | 3        | 0        | 9          | 1          | 2     | 0     | 52     | 3      |
| KARRIER ÖSSZESEN | KARRIER ÖSSZESEN | KARRIER ÖSSZESEN | 31        | 2         | 7     | 0     | 3        | 0        | 9          | 1          | 2     | 0     | 52     | 3      |

1. 1 2  Mérkőzése(i) a Bajnokok Ligájában
2. ↑  Mérkőzése(i) a FIFA-klubvilágbajnokságban
3. ↑  Mérkőzése(i) az Angol szuperkupában